# Lingafelteria
Lingafelteria – rodzaj chrząszczy z rodziny kózkowatych i podrodziny zgrzypikowych.

## Zasięg występowania
Przedstawiciele tego rodzaju występują w Gujanie Francuskiej i północnej Brazylii.

## Systematyka
Do Lingafelteria należą 2 gatunki:
- Lingafelteria giuglarisi
- Lingafelteria pandolfii